# Миронов, Геннадий Сергеевич
Геннадий Сергеевич Миронов (бел. Генадзь Сяргеевіч Міронаў; 26 мая 1961) — советский и белорусский художник, живописец.

## Биография
Родился 26 мая 1961 года в Московской области. Через три месяца после рождения ребёнка семья переехала в Минск, на родину матери.
Первые уроки рисования Геннадий получал с пяти лет в художественной мастерской клуба тонкосуконного комбината (нынешний Белорусский музыкальный театр). Руководитель мастерской заметил Геннадия, рисующего на улице, и предложил родителям отдать мальчика на обучение. В этой мастерской, находившейся по соседству с домом, Геннадий получал уроки рисования до возраста 10 лет. В 1971 году родители переехали в другой район Минска и последующие уроки до поступления в Минское художественное училище Геннадий получал в студии рисования при Минском Дворце пионеров.
В 1984 году Геннадий окончил Минское художественное училище. В 1989 году прошла первая персональная выставка в г. Минске, в Доме учителя. В 1988 году Геннадий впервые приехал представлять свое творчество в РСФСР. В первую же поездку в Ленинград Геннадий познакомился с коллекционером Георгием Михайловым, который, являясь создателем Фонда свободного русского современного искусства разом выкупил все работы Миронова.
Георгий Михайлов приобрёл для фонда около 200 Работ. В течение нескольких лет он скупал все произведения художника. Всего в Фонде на дату смерти его основателя Георгия Михайлова было около 14 000 работ, в том числе работы советского художника Александра Исачёва, «самого загадочного белорусского живописца».
Картины художников-членов Фонда разных лет, хранятся во многих музеях мира: Русский музей, Третьяковская галерея, музей Нортона Доджа (Norton Dodge, Нью-Йорк) и другие, а также продавались на аукционах Sothebys,Christies, Отель Друо и других. Существование фонда прекратилось со смертью основателя в 2014 году, и нынешняя судьба многих работ неизвестна. Часть из них находится в Санкт-Петербурге на набережной Мойки, 82, открыта галерея Исачёва-Михайлова, в Берлине существует Mikhailov Art Gallery. Вся коллекция Фонда, по некоторым данным, оценивалась в сумму порядка 20 миллионов долларов.
В связи с трагической судьбой фонда судьба работ Геннадия Миронова, входящих в коллекцию, также неизвестна.
В 1990 году персональная выставка Геннадия Миронова прошла в г. Киеве, в Музее В. И. Ленина по улице Крещатик, 2, в галерее Bost-Art. Последующие семь лет Геннадий плотно сотрудничал с Галереей и его работы расходились в частные коллекции по всей Украине. В это период персональные и групповые выставки Геннадия Миронова проходили в Мюнхене, Ленинграде, Москве, Киеве, Париже, Берлине.
В 1998 году по заказу Белорусской католической епархии Геннадий Миронов пишет список чудотворной иконы Будславской Божией Матери, который впоследствии был преподнесён в дар Папе Римскому Иоанну Павлу II.
Дальнейший период творчества Геннадия ознаменован сменой места жительства — он живёт и работает одновременно в двух странах — Белоруссии и Чили. Проживает в городе Вальпараисо. Выставки художника проводятся в городах Саньтяго, Винья Дель Мар.
С 2014 года Геннадий Миронов вернулся в Минск, где основал художественную галерею Andes.
Женат, двое детей.